# Schützenbataillon 1
Das Schützenbataillon 1 (S Bat 1, französisch Bataillon de carabiniers 1) ist eine traditionsreiche waadtländische Milizformation der Schweizer Armee. Sie ist ihr ältester, noch bestehender Truppenkörper und Nachfolgerin der 1751 gegründeten Compagnie Franche d’Aigle (dt. Unabhängige Kompanie von Aigle). Das Bataillon besteht derzeit aus einer Stabs-, einer Unterstützungs- und drei Schützenkompanien. Kommandant des Bataillons ist seit 2024 Oberstlt i Gst Gilles Bonnard.

## Geschichte
Im Jahre 1751 wurde unter der Republik Bern die erste Schützenkompanie, die Compagnie Franche d’Aigle (dt. Unabhängige Kompanie von Aigle), kommandiert von Hauptmann Jean-Pierre Bertholet, im waadtländischen Aigle gegründet. Zu dieser Zeit bestand die Kompanie aus Freiwilligen und Wilderern. Der Bestand von 101 Mann setzte sich zusammen aus 4 Offizieren, 5 Wachtmeistern, 4 Korporalen, 4 Gefreiten, 2 Musikern, 2 Schreinern und 80 Soldaten. Später wurde Zahl der Schützeneinheiten erhöht, so dass die waadtländer Armee von 1803 aus acht Einheiten besteht.
1767 wird die Compagnie des chasseurs ou carabiniers du Régiment d’Aigle (dt. Regiment der Schützen und Jäger von Aigle) gegründet. Die Jäger gelten nicht nur als Vorläufer der Schützen, sondern auch der Gebirgstruppen. Die damalige Truppenausbildung beschränkte sich auf einige Übungen der örtlichen Kontingente. Sie fand sonntags nach dem Gottesdienst und nur in der warmen Jahreszeit statt. Die ausserdienstliche Ausbildung nahm einen wichtigen Teil ein und fand insbesondere in Zusammenarbeit mit Abteien statt.
1777 hatte die Schützenkompanie eine Stärke von 110 Mann. Der Hauptmann der Kompanie zugleich für die Rekrutierung zuständig. Es wurde ihm empfohlen mehr auf die Geschicklichkeit und Intelligenz der Soldaten zu achten als auf ihre Schönheit und Grösse. Er sollte die besten Schützen nehmen: kräftige, gesunde, intelligente, gut marschierende, willige und mit den Verhältnissen des Landes vertraute Leute. So wurden erstmals Ausbildungs- und Organisationsvorschriften für die Schützen erarbeitet.
Während der Grenzbesetzung 1870 schlossen sich unabhängigen Kompanien, die aus den besten Schützen gebildet wurden, zu einem gemeinsamen Bataillon unter dem Kommando von Major Bron zusammen. Die Waadtländer Schützen wurden in die Bataillone 5 (Elite) und 14 (Reserve) eingegliedert und bildeten zusammen mit den Walliser Schützen die Bataillone 6 (Elite) und 15 (Reserve).
1874 wurde die Schweizer Armee mit der Botschaft des Bundesrates über die Militärorganisation auf Bundesebene neu gegliedert. Das Ergebnis war eine fast vollständige Zentralisierung der Armee, wodurch die Kompetenzen der Kantone erheblich eingeschränkt wurden. Die Mobilmachungen von 1870 und 1871 hatten nämlich «gravierende Mängel in der Vorbereitung, Bewaffnung und Stärke der Truppen aufgezeigt, die zum Teil auf die kantonale Hoheit im militärischen Bereich zurückzuführen waren». In der Militärorganisation von 1874 wurden die Schützenbataillone jedoch beibehalten. Argument des Bundesrates hierfür war die höhere Spezialisierung der Schützen. Allerdings wurde hinzugefügt, «rechtfertigt dieser Unterschied weder eine andere taktische Verwendung noch eine andere Organisation, die nur Nachteile mit sich bringen würde».
Nach einer Umstrukturierung traf das Schützenbataillon 1 am 7. September 1875 für seine Organisationsprüfung erstmals in Moudon zusammen. Die Schützen des Bataillons waren mit dem Ort, der Kaserne und der Schiessstätte in Moudon bereits vertraut. Der erste Kommandant des Bataillons war Major Constant David de Correvon. 1895 gab das Schützenbataillon 1 seinen Status als eigenständige Truppe auf und ersetzte das Waadtländer Infanteriebataillon 12 im Westschweizer Infanterieregiment 4 (in Infanteriebrigade 2 der 1. Division des Feldarmeekorps 1), welchem es zusammen mit den Genfer Infanteriebataillonen 10 und 11 unterstellt war. 1912 bildete das Schützenbataillon 1 zusammen mit dem Waadtländer Infanteriebataillon 7 und dem Neuenburgisch-Waadtländischen Infanteriebataillon 90 das neu gegründete Infanterieregiment 2, wobei das alte Regiment 2 (bestehend aus den Waadtländer Infanteriebataillonen 4, 5 und 6) für einige Jahre (bis zur Truppenordnung 25) die Nummer 3 erhielt.
1925 wechselte das Schützenbataillon 1 zusammen mit den Waadtländer Füsilierbataillonen 8 und 9 zum Gebirgsinfanterieregiment 5 (in der Gebirgsinfateriebrigade 3 der 1. Division des FAK 1) und wurde zum Gebirgsschützenbataillon 1. Hier bleib es, bis 1938 es ins Flachland zurückkehrte und zusammen mit den Waadtländer Infanteriebataillonen 4 und 5 das Infanterieregiment 2 bildete. 1952 verliess es dieses wieder, ging in die an die 1. Division der FAK 1 angegliederte Grenzschutzbrigade 1 über, bleibt jedoch administrativ mit dem Infanterieregiment 2 verbunden. Am 8. September 1961 brach das Schützenbataillon 1 im Rahmen der Umstrukturierung der TO 61 endgültig mit dem Infanterieregiment 2, welches motorisiert wurde und die Vorgängerin der Mechanisierten Brigade 1 bildete.
1981 wurde das Schützenbataillon 1 zusammen mit dem Waadtländer Bataillon 3 und den Genfer Bataillonen 10 und 13 in das Infanterieregiment 3 überführt. Im Rahmen der Armeereform Armee 95 kehrte das Schützenbataillon 1 im Jahr 1995, gemeinsam mit den Bataillonen 2, 4 und 5, wieder zum Infanterieregiment 2 zurück, wo es 2001 in Bière durch die Ausstattung mit dem Radschützenpanzer 93 zum Mechanisierten Schützenbataillon 1 wurde. 2004 wird im Rahmen der Armeereform Armee XXI der Zusatz «Mechanisiert» wieder gestrichen und der neu gegründeten Infanteriebrigade 2 untergeordnet. 2014 wird im Schützenbataillon neu der gepanzerte MOWAG Duro IIIP (GMTF) eingesetzt. Im Rahmen der Umstrukturierung der WEA wurde das Schützenbataillon 1 der Territorialdivision 1 untergeordnet.

## Traditionen
Die Waadtländischen Schützen legen grossen Wert auf die Überlieferung von Traditionen, welche auch ausserhalb des Dienstes gern gepflegt werden. Darunter gehören die Offiziersabtei (abbaye des officiers); die Kompaniewimpel; die Militärgesellschaft, ihr Jargon oder die Art und Weise, wie man mit dem zu einer «1» erhobenen Zeigefinger anstösst. Auch die Rivalität zu den Genfer Schützenkameraden (des S Bat 14) und die bewusste Unterscheidung zu Füsilieren gehört zur Tradition der Waadtländischen Schützen.

## Gliederung
Das S Bat 1 besteht aus fünf Kompanien und umfasst ca. 900 Soldaten und Kader.
- Schützen Stabskompanie 1 (S Stabskp 1) mit dem Spitznamen « La Magique » (dt. Die Magische);
- Schützenkompanie 1/1 (S Kp 1/1) mit dem Spitznamen « La Une de Fer » (dt. Die Eiserne);
- Schützenkompanie 1/2 (S Kp 1/2) mit dem Spitznamen « La Volante » (dt. Die Fliegende);
- Schützenkompanie 1/3 (S Kp 1/3) mit dem Spitznamen « La Royale » (dt. Die Königliche); und
- Schützen Unterstützungskompanie 1/4 (S Ustü Kp 1/4) mit dem Spitznamen « La Lourde » (dt. Die Schwere).

## Kommandanten
| Funktionsjahre | Rang           | Name                       | Bemerkung                                        |
| -------------- | -------------- | -------------------------- | ------------------------------------------------ |
| 1751–?         | Hptm           | Jean-Pierre Bertholet      |                                                  |
| 1870–?         | Maj            | Bron                       |                                                  |
| 1875–?         | Maj            | Constant David de Correvon | Maj de Correvon wurde später Kdt der 1. Division |
| um 1938        | Maj            | Rodolphe Rubattel          | Späterer Bundesrat der Schweiz                   |
| 2017–2021      | Oberstlt i Gst | Edouard Vifian             |                                                  |
| 2022–2024      | Oberstlt       | Michel Gerber              |                                                  |
| 2024–          | Oberstlt i Gst | Gilles Bonnard             |                                                  |